# Witold Krymarys
Witold Krymarys (ur. 30 października 1948 w Łodzi) – polski artysta fotograf. Członek rzeczywisty Związku Polskich Artystów Fotografików. Członek Łódzkiego Towarzystwa Fotograficznego.

## Życiorys
Jest absolwent Wydziału Elektrycznego Politechniki Łódzkiej, związany z łódzkim środowiskiem fotograficznym, mieszka i pracuje w Łodzi – fotografuje od początku lat 70. XX wieku. Miejsce szczególne w jego twórczości zajmuje fotografia poruszona, uprawia również (m.in.) fotografię aktu, fotografię architektury, fotografię kreacyjną, fotografię martwej natury, fotografię pejzażową oraz fotografię portretową – od 1982 roku pracuje we własnym atelier w Łodzi. Uczestniczy w pracach jury, w konkursach fotograficznych.   
Od 1971 roku jest członkiem Łódzkiego Towarzystwa Fotograficznego. W 1974 roku został przyjęty w poczet członków rzeczywistych Okręgu Łódzkiego Związku Polskich Artystów Fotografików (legitymacja nr 416). Jest autorem i współautorem wielu wystaw fotograficznych; indywidualnych, zbiorowych oraz pokonkursowych. Brał aktywny udział w Międzynarodowych Salonach Fotograficznych, organizowanych (m.in.) pod patronatem Międzynarodowej Federacji Sztuki Fotograficznej FIAP, zdobywając wiele medali, nagród, wyróżnień, dyplomów, listów gratulacyjnych. Prace Witolda Krymarysa znajdują się w kolekcjach Muzeum Sztuki w Łodzi oraz Muzeum Sztuki we Wrocławiu.  

## Wybrane wystawy indywidualne
- Pięćdziesiąt (rysunek i fotografia) – Galeria Biblio-Art przy Bibliotece Głównej Politechniki Łódzkiej (Łódź 2023)[11]
- Fotografia poruszona – Galeria Fotografii ŁTF im. Eugeniusza Hanemana (Łódź 2016)
- Fotografie Bewogen – Galeria Domu Polskiego (Amsterdam 2014)
- Fotografia – Galeria Sześciu Obrazów w Ośrodku Kultury Górna (Łódź 2012)
- Wesołych Świąt – Galeryjka Olimpijka (Łódź 2012)
- Fotografie 98–99 – Galeria Fotografii ŁTF im. Eugeniusza Hanemana (Łódź 1999)
- Fotografia – Galeria Bałucka, BWA (Łódź 1986)
- Fotomocje – Galeria FF (Łódź 1985)
- E-motion – Galeria Fotografii ŁTF im. Eugeniusza Hanemana (Łódź 1978)

Źródło

## Publikacje (albumy)
- Fotografia poruszona 1974–2016[3][12]